# Juan Pérez de Moya
El batxiller Juan Pérez de Moya (Santisteban del Puerto, 1514 - Granada, 1597) fou un eclesiàstic, matemàtic i escriptor.

## Vida
Poc es coneix de la vida de Pérez de Moya. Se sap que va néixer a Santisteban del Puerto entorn del 1514, que va cursar estudis i va obtenir el batxiller, potser a la Universitat de Salamanca, potser a la d'Alcalá, i que es va ordenar sacerdot.
El 1536 és capellà del seu poble natal i ho serà, com a mínim, fins al 1554. Més endavant, gaudirà d'un privilegi a San Marcos de León.
A partir de 1590 serà canonge a Granada on morirà entre el 29 d'octubre i el 15 de novembre de 1596.

## Obra

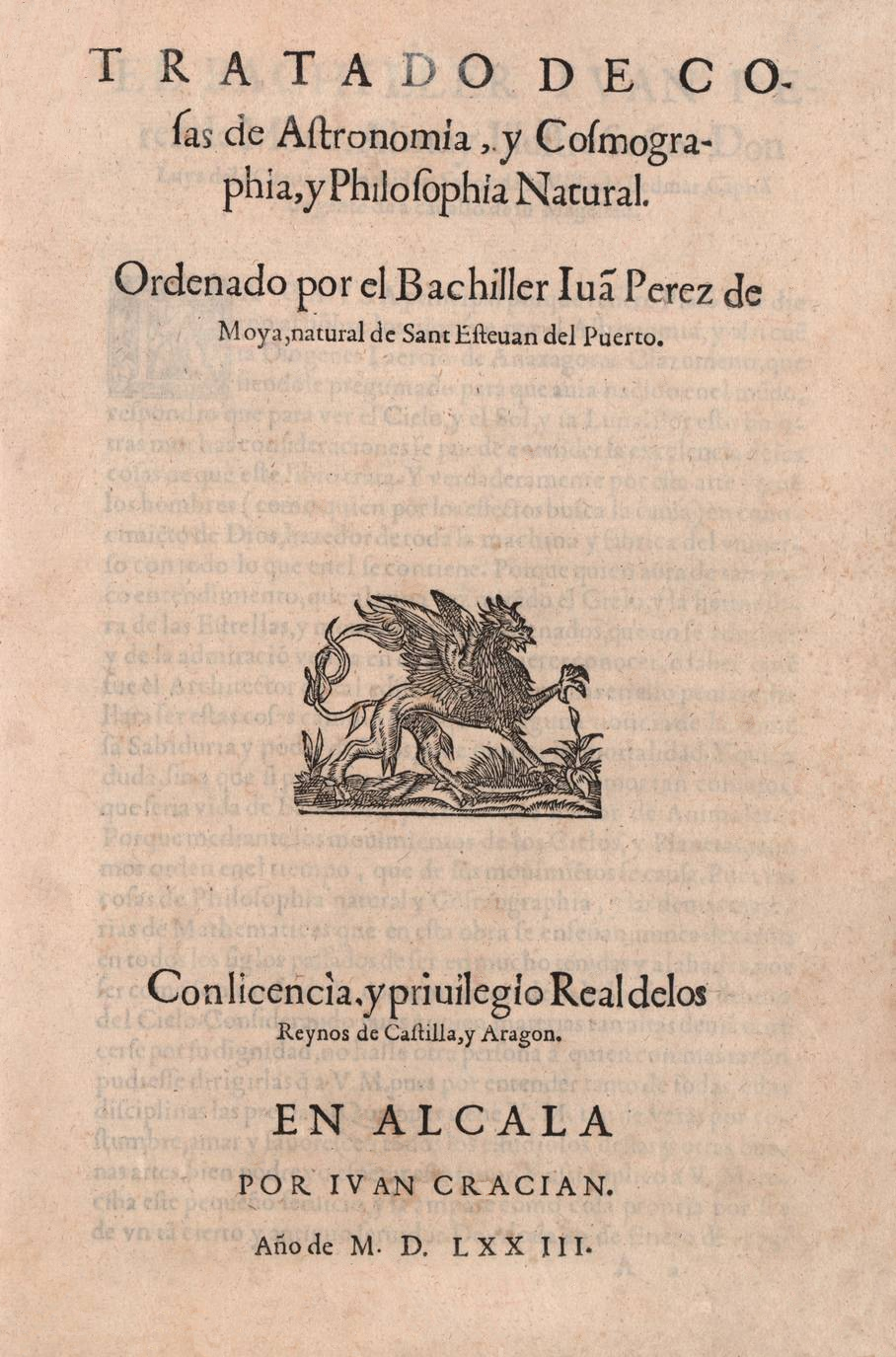
Tratado de Astronomia, Cosmographia y Philosophia Natural (1573)

Tot i que no consta cap dedicació a la docència per part de Pérez de Moya, aquest va ser autor de diversos llibres de matemàtiques força didàctics, amb una forta intenció divulgativa, alguns dels quals van tenir una ampla difusió durant els segles xvii i XVIII:
- Arithmetica practica y speculativa (Salamanca, 1562): sense dubte, el seu llibre més influent, reimprès nombroses vegades fins a mitjan segle xviii.[7] El llibre novè d'aquesta obra és un curiós diàleg entre Antimacho i Sophronio (als qui després s'afegeixen Damon i Lucilio) sobre la utilitat pràctica i quotidiana de l'aritmètica.[8]
- Obra intitulada Fragmentos Mathematicos (Salamanca, 1568)
- Tratado de cosas de Astronomia y Cosmografia, y Philosophia Natural (Alcalá, 1573)
- Tratado de mathematicas: En que se contienen cosas de Arithmetica, Geometria, Cosmographia, y Philosophia Natural (Alcalá, 1573); aparentment, diferent de l'anterior.
- Tratado de Geometria practica y speculatiua (Alcalá, 1573)
- Arithmetica de Moya intitulada manual de contadores (Alcalá, 1582)
- Principios de geometria, de que se pod[r]an aprovechar los estudiosos de artes liberales, y todo hombre que su officio le necessitare a tomar la regla y co[m]pas en la mano. Con el medir, y dividir tierras (Madrid, 1584); només se'n conserva un exemplar a la Biblioteca Nacional de Portugal a Lisboa.[9]

A partir de certa edat, abandona aquests treballs científics per passar a escriure obres moralitzants i un tractat de mitologia grecoromana:
- Varia Historia de Santas e Ilustres Mujeres (Madrid, 1583)
- Comparaciones, o similes para los vicios, y virtudes: Muy vtil y necessario para predicadores, y otras personas curiosas (Alcalá, 1584); reeditat el 1599 a València.[11]
- Philosophia secreta: donde debaxo de historias fabulosas, se contiene mucha doctrina, provechosa a todos los estudios: con el origen de los idolos o dioses de la gentilidad (Madrid, 1585); també amb nombroses reedicions, es va convertir en l'obra de referència sobre mitologia clàssica en castellà. Tot i així, sembla que no és més que una traducció del Genealogia deorum gentilium de Boccaccio, amb alguns afegits de la Mythologiae sive explicationis fabularum de Natalis Comes.[12]